# Hylophilus semicinereus
Hylophilus semicinereus е вид птица от семейство Vireonidae.

## Разпространение
Видът е разпространен в Боливия, Бразилия, Венецуела, Колумбия, Перу и Френска Гвиана.